# Cristhian Machado
Cristhian Machado Pinto (Cochabamba, Bolivia; 20 de junio de 1990) es un futbolista boliviano. Juega como centrocampista.

## Trayectoria

### New England Revolution
Luego de llegar hasta cuartos de final con Wilstermann fue fichado por New England Revolution de la MLS a mediados de 2018. Hizo su debut el 4 de julio frente al Orlando City ingresando en el minuto 87 en reemplazo del uruguayo Diego Fagundez.

## Clubes
| Club                   | País           | Año         |
| ---------------------- | -------------- | ----------- |
| Jorge Wilstermann      | Bolivia        | 2008 - 2014 |
| Sport Boys             | Bolivia        | 2014 - 2015 |
| Jorge Wilstermann      | Bolivia        | 2015 - 2018 |
| New England Revolution | Estados Unidos | 2018        |
| Royal Pari             | Bolivia        | 2019        |
| Bolívar                | Bolivia        | 2019 - 2020 |
| Always Ready           | Bolivia        | 2021        |
| Jorge Wilstermann      | Bolivia        | 2022- 2025  |

## Palmarés

### Títulos nacionales
| Título           | Club              | Año           |
| ---------------- | ----------------- | ------------- |
| Primera División | Jorge Wilstermann | Clausura 2016 |